# Sanaa Lathan

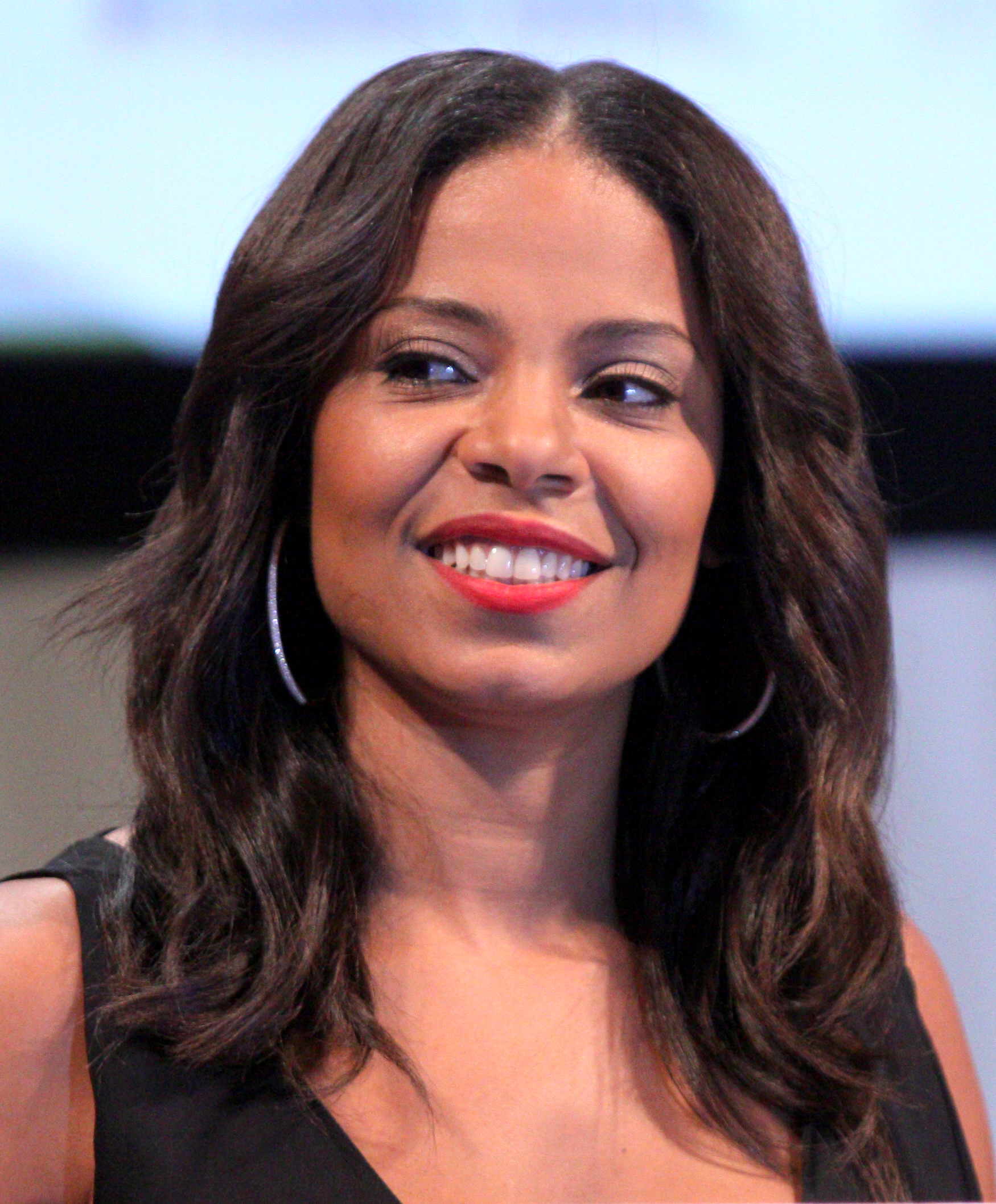
Sanaa Lathan bei der San Diego Comic-Con International 2011

Sanaa McCoy Lathan (* 19. September 1971 in New York City, New York) ist eine US-amerikanische Schauspielerin.

## Leben
Lathan entdeckte ihr Talent zur Schauspielerei während ihres Studiums an der University of California, Berkeley.
So wirkte sie bei einigen Shakespeare-Stücken, zum Beispiel in Romeo & Julia mit und trat schließlich als Nebendarstellerin in Filmen wie Blade (1998) mit Wesley Snipes oder dem Thriller Out of Time – Sein Gegner ist die Zeit (2003) an der Seite von Denzel Washington auf. 2010 spielte sie am damaligen New London Theatre in Tennessee Williams Stück Cat on a hot tin roof die Rolle der Maggie. Ihr Regiedebüt On the Come Up, ein Musikfilm, der auf dem gleichnamigen Jugendbuch von Angie Thomas basiert, soll im September 2022 beim Toronto International Film Festival seine Premiere feiern.
2017 wurde sie in die Academy of Motion Picture Arts and Sciences (AMPAS) aufgenommen, die jährlich die Oscars vergibt.

## Filmografie (Auswahl)
- 1996: Ein schrecklich nettes Haus (In the House, Fernsehserie, Folge 3x08 Der Halloween Horror)
- 1997: Alle unter einem Dach (Family Matters, Fernsehserie, Folge 8x14, Die Idiotenparty, Revenge of the Nerd)
- 1997: Built to Last (Fernsehserie, Folge 1x01)
- 1997: Wunden der Vergangenheit (Miracle in the Woods, Fernsehfilm)
- 1997: Drive – Keiner schlägt härter (Drive)
- 1998–1999: Late Line (Fernsehserie, 17 Folgen)
- 1998: Blade
- 1999: Catfish in Black Bean Sauce
- 1999: The Wood
- 1999: The Best Man – Hochzeit mit Hindernissen (The Best Man)
- 1999: Lebenslänglich (Life)
- 2000: Eine Liebe in Brooklyn (Disappearing Acts, Fernsehfilm)
- 2000: Love & Basketball
- 2000: The Smoker
- 2002: Brown Sugar
- 2003: Out of Time – Sein Gegner ist die Zeit (Out of Time)
- 2004: Alien vs. Predator
- 2005: The Golden Blaze
- 2006: Neue Liebe, neues Glück (Something New)
- 2006: Nip/Tuck – Schönheit hat ihren Preis (Nip/Tuck, Fernsehserie, 12 Folgen)
- 2008: A Raisin in the Sun (Fernsehfilm)
- 2008: The Family That Preys
- 2009: Wonderful World
- 2009: Powder Blue
- Seit 2010: Family Guy (Fernsehserie, Sprechrolle)
- 2011: Contagion
- 2012: Boss
- 2013: Urlaub mit Hindernissen – The Best Man Holiday (The Best Man Holiday)
- 2014: Repentance
- 2015: The Perfect Guy
- 2016: Die Unfassbaren 2 (Now You See Me 2)
- 2016: Operation Mars (Approaching the Unknown)
- 2017: American Assassin
- 2017: Shots Fired (Fernsehserie, 10 Folgen)
- 2018: Alte Zöpfe (Nappily Ever After)
- 2018–2019: The Affair (Fernsehserie, 9 Folgen)
- 2019: Native Son
- 2019: The Twilight Zone (Fernsehserie, Folge 3x08 Replay)
- 2020–2023: Harley Quinn (Fernsehserie, Stimme)
- 2022: On the Come Up (auch Regie)
- 2022: The Best Man – The Final Chapters (Fernsehserie, 8 Folgen)
- 2023: Young. Wild. Free.

## Auszeichnungen
- Black Reel Awards 2004, beste Schauspielerin für Out of Time – Sein Gegner ist die Zeit